# Ур, Франсис
Преподобный отец Франсис Ур (фр. Francis Hours; 1921—1987) — французский иезуит и археолог, известный своими исследованиями доисторического Леванта. Поскольку Сирия и Ливан, где он проводил свои раскопки, в то время также были французскими владениями, его деятельность также можно рассматривать как вклад в сирийскую и ливанскую археологию.
Он внёс значительный вклад в формирование научных представлений о древнейшей истории Ливана, участвуя в раскопках многочисленных памятников, таких, как Джита II. Также Ур был автором многих публикаций, в том числе в соавторстве с такими известными международными археологами, как Жак Ковен (en:Jacques Cauvin) и Лоррен Коупленд (en:Lorraine Copeland).
Одним из его наиболее значительных трудов был «Атлас археологических памятников Ближнего Востока 14000-5700 лет тому назад», издание которого началось в 1974. Эту работу довели до конца, значительно дополнив, другие авторы, среди которых был Оливье Оранш, и сейчас она представлена в Интернете на сайте Дома Востока и Средиземноморья (en:Maison de l'Orient et de la Méditerranée).

## Избранная библиография
- Francis Hours., Le paléolithique et l'épipaléolithique de la Syrie et du Liban, Dar El-Machreq, 154 pages, 1992.[6]
- Lorraine Copeland, Francis Hours., The Hammer on the rock: studies in the early palaeolithic of Azraq, Jordan, Volume 1, B.A.R., 482 pages, 1989.[7]
- Francis Hours, Olivier Aurenche, Marie-Claire Cauvin, Paul Sanlaville., Préhistoire du levant: processus des changements culturels : hommage à Francis Hours : colloque international CNRS (30 mai-4 juin 1988), Maison de l’Orient Méditerranéen (Lyon), Éditions du Centre National de la Recherche Scientifique, 501 pages, 1990.[8]
- Francis Hours., Les civilisations du Paléolithique, Presses universitaires de France, 127 pages, 1982.[9]
- Francis Hours., Du néolithique à la bible: mémoire de l’humanité, Associations des Facultés catholiques de Lyon, 110 pages, 1986.[10]
- Francis Hours., Atlas des sites du proche orient: (14000-5700 BP), Maison de l’Orient, 522 pages, 1994.